# Sarcophrynium
Genre
Classification phylogénétique
Sarcophrynium est un genre botanique de la famille des Marantaceae.

## Espèces
Selon World Checklist of Selected Plant Families (WCSP) (16 février 2012) :
- Sarcophrynium bisubulatum (K.Schum.) K.Schum. (1902)
- Sarcophrynium brachystachyum (Benth.) K.Schum. (1902)
- Sarcophrynium congolense Loes. (1910)
- Sarcophrynium prionogonium  (K.Schum.) K.Schum. (1902)
  - Sarcophrynium prionogonium var. ivorense Schnell (1957)
  - Sarcophrynium prionogonium var. prionogonium
- Sarcophrynium schweinfurthianum (Kuntze) Milne-Redh. (1950)
- Sarcophrynium villosum (Benth.) K.Schum. (1902)

## Espèces aux noms obsolètes et leurs taxons de référence
Selon World Checklist of Selected Plant Families (WCSP) (16 février 2012) :
- Sarcophrynium adenocarpum (K.Schum.) K.Schum. (1902) = Megaphrynium macrostachyum  (K.Schum.) Milne-Redh. (1952)
- Sarcophrynium arnoldianum De Wild. (1903)  = Megaphrynium macrostachyum  (K.Schum.) Milne-Redh. (1952)
- Sarcophrynium baccatum (K.Schum.) K.Schum. (1902) = Sarcophrynium schweinfurthianum (Kuntze) Milne-Redh. (1950)
- Sarcophrynium brachystachyum var. puberulifolium Koechlin (1964) = Sarcophrynium brachystachyum (Benth.) K.Schum. (1902)
- Sarcophrynium leiogonium (K.Schum.) K.Schum. (1902) = Sarcophrynium prionogonium var. prionogonium
- Sarcophrynium macrophyllum ( K.Schum.) Hutch. (1936) = Megaphrynium macrostachyum  (K.Schum.) Milne-Redh. (1952)
- Sarcophrynium macrostachyum (K.Schum.) K.Schum. (1902) = Megaphrynium macrostachyum  (K.Schum.) Milne-Redh. (1952)
- Sarcophrynium oxycarpum (K.Schum.) K.Schum. (1902) = Megaphrynium macrostachyum  (K.Schum.) Milne-Redh. (1952)
- Sarcophrynium prionogonium var. puberulifolium Schnell (1953) = Sarcophrynium prionogonium var. prionogonium
- Sarcophrynium schweinfurthianum var. puberulifolium Koechlin(1964) = Sarcophrynium schweinfurthianum (Kuntze) Milne-Redh. (1950)
- Sarcophrynium spicatum K.Schum. (1902) = Megaphrynium macrostachyum  (K.Schum.) Milne-Redh. (1952)
- Sarcophrynium strictifolium Schnell (1953) = Sarcophrynium brachystachyum (Benth.) K.Schum. (1902)
- Sarcophrynium velutinum K.Schum. (1902) = Megaphrynium velutinum  (K.Schum.) Koechlin (1964)